# Pongor Sándor
Pongor Sándor (Budapest, 1949. december 30. –) magyar bioinformatikus, vegyészmérnök, a Magyar Tudományos Akadémia és az Academia Europaea  tagja. A bioinformatika nemzetközileg ismert kutatója, a Pázmány Péter Katolikus Egyetem professzor emeritusa.

## Életpályája
1968-ban érettségizett a budapesti József Attila Gimnáziumban (ma Budai Ciszterci Szent Imre Gimnázium), majd a Budapesti Műszaki és Gazdaságtudományi Egyetemen folytatta tanulmányait, ahol 1974-ben szerzett vegyészmérnöki diplomát. 1974–1981 között az MTA Szegedi Biológiai Kutatóközpont Enzimológiai Intézetében dolgozott.
Stanford Moore professzor ajánlásával a New York-i Rockefeller Egyetem kutatója lett, majd a Cornell Egyetemen folytatta munkáját. 1985-ben hazatért, és 1989-ig a gödölllői Biotechnológiai Kutatóközpont tudományos megszervezését vezette. 1989-ben megbízták a trieszti International Centre for Genetic Engineering and Biotechnology  fehérjekutató és bioinformatikai részlegének megszervezésével és vezetésével. Ezt az állást 2015-ig töltötte be. 2005 óta oktat a Pázmány Péter Katolikus Egyetem Bionikai és Információs Technológiai Karán,  2020 óta professzor emeritus.

## Munkássága
Első kutatási területe az alkalmazott fehérje-kémia és analitika volt, ezen belül például a gyorsan oldódó inzulin-származékok egyik első szabadalma. Foglalkozott a fehérjék és cukrok reakciójából keletkező markerek és azoknak az öregedési reakciókban játszott szerepével.  Kutatócsoportja, részben Robert Huber professzor csoportjával kollaborálva meghatározta egy növényi amiláz-inhibitor elsődleges és 3-dimenziós szerkezetét.   1984-ben kezdett el bioinformatikával foglalkozni.   Először a fehérjeszekvenciák analízisével és adatbázisaik fejlesztésével, majd kutatócsoportja a fehérje-szerkezetek, illetve a fehérje-DNS kölcsönhatások tervezésén kezdett dolgozni. Megalkották a A DNS görbületének indukált konformációváltozáson alapuló modelljét,   és az első racionálisan tervezett ún. single-chain DNS-kötő fehérjét.  2001-ben kezdett a baktériumok egy fehérje-DNS kölcsönhatáson alapuló mechanizmusával, a quorum sensinggel foglalkozni, ennek jellemzésére fejlesztette ki a baktériumpopulációk génszabályozáson alapuló ágens-alapú modellezésének módszereit.  Ehhez kapcsolódva foglalkozott a baktériumközösségek és általában a biológiai rendszerek stabilitásának és összeomlásának elméleti kérdéseivel.   Tagja, ill. tagja volt több folyóirat (Briefings in Bioinformatics Database, Oxford University Press, Biology Direct and Scientific reports, Springer Nature) szerkesztőbizottságának. Elnöke volt az Európai Bioinformatikai Központok Szövetségének, az EMBnet-nek, illetve a Magyar Bioinformatikusok Társaságának,  valamint az MTA Bioinformatikai Osztályközi Tudományos Bizottságának.  1985-89 között megszervezte a gödöllői Mezőgazdasági Biotechnológiai Kutatóközpont tudományos részlegeit, száz feletti kutató felvételét, és több mint 50 fiatal kutató hazai és részben külföldi tudományos képzését szervezte meg.  Sok évig töltött be bírálói, bizottsági titkári majd zsűrielnöki pozíciót a Nemzet Kutatás-fejlesztési és Innovációs Hivatalnál illetve annak jogelődjeinél.

## Oktatás
Vezetésével 26 kutató szerzett PhD, illetve MSc fokozatot.  Kifejlesztette a molekuláris és bioinformatikai adatok közös, rendszerszemléletű ábrázolásmódját, amire alapozva kialakította trieszti bioininformatikai nyári iskola elméleti és gyakorlati oktatáson alapuló rendszerét.  Ez a tanfolyam 1990-től 2019-ig működött, és a nemzetközi színtéren is a leghosszabb folyamatos múlttal rendelkező tanfolyamnak számított, amelyet az évek során több mint 1500, köztük több mint 50 magyar diák végzett el. A tanfolyam lett a mintája a Pázmány Péter Katolikus Egyetemen kialakított bioinformatikai programoknak. 

## Személyes
Édesapja Dr. Pongor Gábor okl. vegyész, édesanyja sz. Montz Katalin, okl. zongoratanár. Bátyja Dr. Pongor Gábor vegyészménök. Felesége Dr. Kiss Emese vegyészérnök. Öt gyermekük született: Kata (1981–1982), Csaba (1982–) Dániel (1984–), Vince (1986–) és Lőrinc (1989–). A család  hajdú  eredetű. Hobbija a zene,  a zongora- és klavikord-játék, valamint a kóruséneklés.